# Matylda Toskánská
Matylda Toskánská či Matylda z Canossy, zvaná též „Velká hraběnka“ (1046 – 24. červenec 1115, Bondeno di Roncore) byla toskánská markraběnka, která sehrála významnou roli v boji o investituru mezi římským císařem Jindřichem IV. a papežem Řehořem VII., jehož spojenkyní byla. Právě ona vlastnila hrad Canossa, který se stal svědkem císařova pokoření v lednu 1077. Vzhledem ke své bezdětnosti odkázala svá rozsáhlá panství na severu Itálie papeži, po její smrti však o toto dědictví nastal veliký a dlouhý spor mezi císařstvím a papežstvím.

## Život
Matylda byla nejmladším dítětem toskánského markraběte Bonifáce III., držitele mnoha panství v Lombardii a Emilii. Její matkou byla Beatrix Barská, dcera hornolotrinského vévody Fridricha II.
Když byl její otec Bonifác roku 1052 zavražděn, provdala se Matyldina matka za vévodu Gottfrieda III. Dolnolotrinského, který byl v té době ve sporu s císařem Jindřichem III. o dědictví po svém otci. Císař proto roku 1055 odvlekl Matyldu i její matku do zajetí do Německa, propustil ji však ještě téhož roku. Matylda byla pak dvakráte provdána: za svého nevlastního bratra Gottfrieda Hrbatého a roku 1089 za bavorského vévodu Welfa, ale obě tato manželství byla, jak se zdá, jen formální.
Po smrti své matky i prvého manžela se roku 1076 Matylda ujala přímé vlády ve svém dědictví. Již před vypuknutím sporu Řehoře VII. s Jindřichem IV. byla v přátelském poměru k Římu – hned roku 1067 a opět roku 1074 pomáhala papeži proti Normanům – a za sporu samého stála rozhodně na papežově straně. Z počátku se snažila zprostředkovat dohodu a ještě roku 1077 v Canosse, kam se k ní papež uchýlil, se snažila Řehoře obměkčit, od roku 1080 však stála při papeži již s celým důrazem své moci. Válka byla vedena se střídavým štěstím a Matylda se uchýlila k odprodeji kostelního vybavení kvůli nedostatku financí. Teprve roku 1084 dobyla u Sorbarie poněkud rozhodnějšího vítězství. Druhé, ještě vážnější nebezpečí porážky jí hrozilo od roku 1090 a zejména v roce 1092, ale i to Matylda odvrátila – sem patří politický význam jejího sňatku s Welfem – a založila dočasný spolek lombardských měst, díky němuž získala i ztracená území: Ferraru (1101), Parmu (1103) a Mantovu (1114), ale i pro Paschala II. získala celou Lombardii.
S její politikou ovšem souhlasí, že roku 1093 podporovala odboj krále Konrada proti císaři. S Jindřichem V. však bojovala nešťastně (1110–1111) a musela se mu na čas pokořit. Své země od Ceprana až k Radicofani odkázala roku 1077 a opět roku 1102 „sv. Petru“, ale hned, jak zemřela (1115), nastal veliký a dlouhý spor mezi císařstvím a papežstvím o toto Matyldino dědictví.
Matylda je zjev, který imponuje – lid ji případně hned tehdy jmenoval „velkou hraběnkou“ – , a zejména její přátelství s Řehořem VII., jak Gregorovius praví, „poměr světodějného působení, stojí ojediněle v dějinách“ a nenávist i pomluva snažily se nadarmo je pošpinit. S nadšením pro theokratické ideály Řehořovy a s tuhou energií v jejich provádění spojovala Mathilda hlubokou pokoru náboženskou a velmi živý zájem o vědu.